# Schia
Schia è una frazione del comune di Tizzano Val Parma, in provincia di Parma.
La località dista 5,36 km dal capoluogo.

## Geografia fisica
Schia sorge alla quota di 1241 m s.l.m., sul versante nord del massiccio del Monte Caio, nell'alta val Parmossa.
A breve distanza dall'abitato si trovano due piccoli specchi d'acqua: a ovest il lago del Pian della Giara, di cui è emissario il torrente Parmossa, e a est il lago delle Ore, nei cui pressi ha origine il torrente Bardea.
Da Schia si raggiungono, attraverso i sentieri che si dipartono tra i boschi alternati a praterie, alcuni punti di interesse naturalistico collocati sul massiccio montuoso in flysch, che, oltre alla cima principale di Punta Bocchialini alla quota di 1584 m s.l.m., è costituito da numerose vette sparse nei dintorni, tra cui il Corno di Caneto alto 1423 m s.l.m., a monte di Schia. Lungo la sterrata si trova alla quota di 1300 m s.l.m. un esemplare di faggio di circa 250 anni di età; l'albero, alto 33,7 m, è noto come Grande Faggio. A sud della Punta Bocchialini sorge poi l'eremo di San Matteo, situato alla quota di 1344 m s.l.m.

## Storia
Il centro abitato si sviluppò intorno a un avamposto del CAI a partire dagli anni 1960, in seguito alla creazione del primo impianto di risalita, e crebbe costantemente fino agli anni 1980, quando il comprensorio sciistico raggiunse la sua massima estensione, con piste da sci sviluppate su 25 km di lunghezza complessivi e servite da otto impianti di risalita. In quegli anni furono costruiti tre alberghi, alcuni esercizi commerciali e numerose villette private, utilizzate per le vacanze invernali ed estive.
Tuttavia, a partire dagli anni 1990 il riscaldamento globale iniziò a causare una sempre maggiore scarsità di precipitazioni nevose, comportando anche una progressiva crisi del comprensorio sciistico e delle attività commerciali connesse.
Nel mese di aprile 2013, a causa delle intense precipitazioni, due frane interessarono la via Belvedere Emilia a nord di Schia e la strada provinciale di Schia tra Musiara Inferiore e Groppizioso; mentre la prima fu in seguito riaperta, la seconda è da allora interrotta.

## Monumenti e luoghi d'interesse

Piazzale Noè Bocchi

### Oratorio dell'Immacolata Concezione di Maria Vergine
Edificato tra il 1969 e il 1970 su disegno dell'architetto Armido Punghellini, l'oratorio, sussidiario della chiesa di San Rocco di Musiara Superiore, si sviluppa su una pianta a navata unica; l'edificio è chiuso superiormente da una volta parabolica rivestita in rame, che prosegue anche anteriormente alla facciata, ove si estende un grande spazio coperto; all'interno, in continuità con l'aula, si sviluppa il presbiterio a impianto semicircolare, al cui centro è collocato l'altare maggiore a mensa in pietra.

### Anfiteatro
Edificato nel 2019 sul luogo del demolito Hotel Sporting a ovest del centrale piazzale Noè Bocchi, il piccolo anfiteatro è costituito da una serie di gradinate e presenta una copertura in legno.

### Eremo di San Matteo

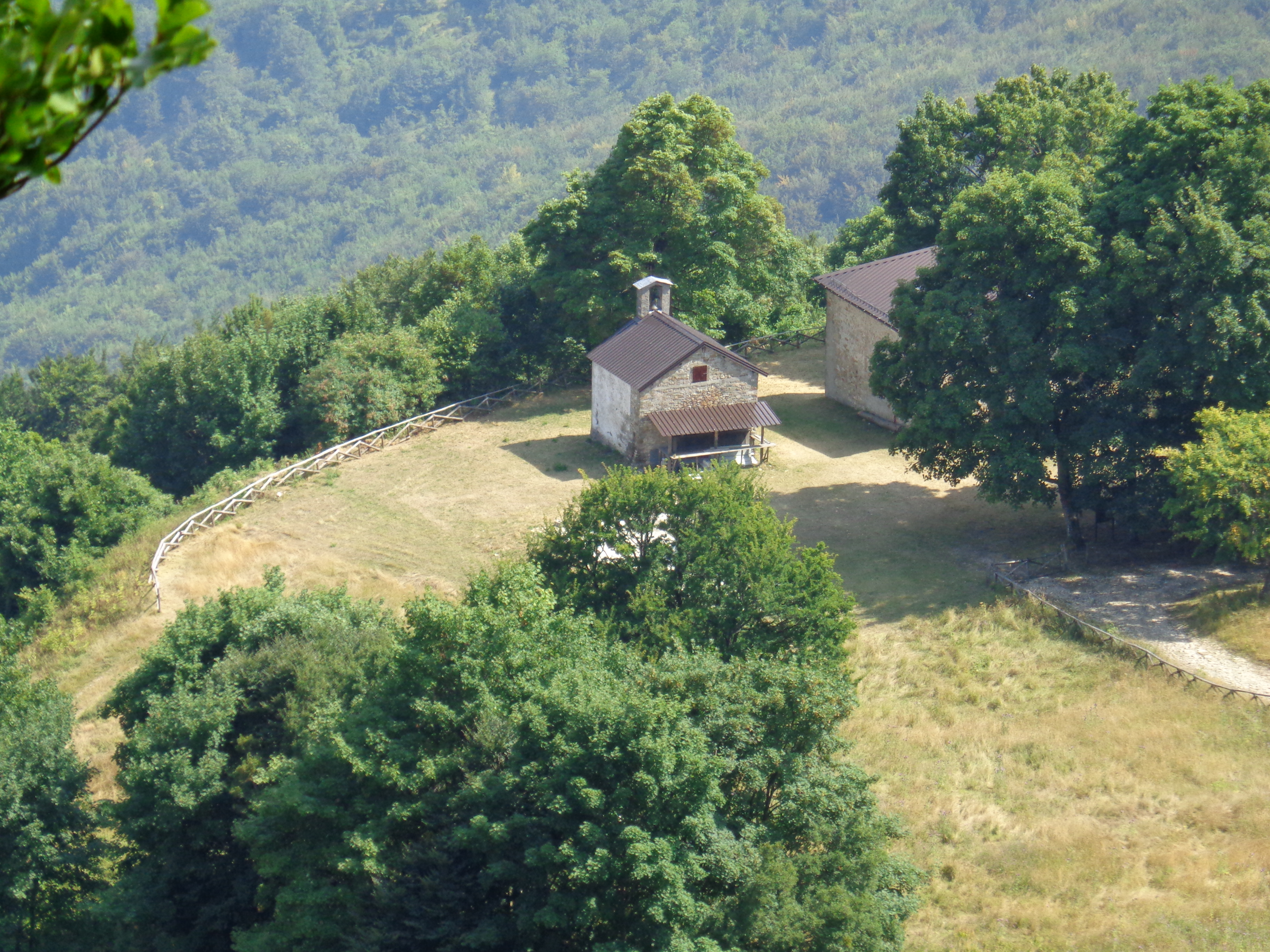
Eremo di San Matteo

Identificato nel medievale Monastero de Caliis, l'eremo fu menzionato per la prima volta in un documento del 1015 e nuovamente nel Capitulum seu Rotulus Decimarum del 1230 della diocesi di Parma tra le dipendenze dell'abbazia di San Giovanni Evangelista, pur trovandosi all'interno del territorio amministrato dalla pieve di Tizzano; il piccolo edificio in pietra sorge isolato sul versante sud del monte Caio, all'interno del territorio comunale di Palanzano.

## Società

### Tradizioni e folclore

#### Festa di San Matteo
Il 21 settembre di ogni anno si svolge presso l'eremo di San Matteo, situato tra i boschi del monte Caio alla quota di 1344 m s.l.m., la festa di san Matteo, tradizionale ritrovo folcloristico di fine estate.

## Infrastrutture e trasporti
La località è raggiungibile attraverso tre strade: via Belvedere Emilia proveniente da Musiara Superiore, la strada provinciale per Schia da Musiara Inferiore e via Casagalvana da Casagalvana; dal 2013 la seconda è interrotta tra i centri di Musiara Inferiore e Groppizioso a causa di una frana.

## Sport
Il comprensorio sciistico di Schia è costituito da dieci piste da sci per complessivi 15 km di lunghezza, servite da quattro impianti di risalita, oltre a uno snowpark e a un parco giochi sulla neve.
Nel centro abitato si trova inoltre un'area sportiva, con un campo da calcio a 5, un campo da beach volley, un campo da tennis e un campo da pallacanestro.